# Saraycık, Develi
Saraycık là một xã thuộc huyện Develi, tỉnh Kayseri, Thổ Nhĩ Kỳ. Dân số thời điểm năm 2008 là 254 người.